# Rezervorul de apă de pe râul Ciuluc
Rezervorul de apă de pe râul Ciuluc este un monument al naturii de tip hidrologic în raionul Sîngerei, Republica Moldova. Este amplasat la 1,5 km est de satul Mihailovca. Se întinde pe o suprafață de 8,6 ha, sau 56,3 ha conform unor aprecieri recente. Obiectul este administrat de Primăria comunei Prepelița.

## Descriere

### Amplasare
Obiectul protejat este amplasat la altitudinea aprox. 58 m în lunca cursului de mijloc al râului Ciulucul Mare, afluent al Răutului. Suprafața este periodic inundabilă.

### Proprietățile apei
Apa este ușor alcalină, cu pH 8,7. Concentrația de nitrați este 25 mg/l, ceea de constituie 50% din concentrația maxim admisă. După compoziția chimică apa este hidrocarbonat-sulfat-clorurată–sodiu-magneziu-calcică (HCO3 – SO4 – Cl; Na – Mg – Ca). Nu este potrivită pentru irigare.

### Ecosistem
Aria protejată găzduiește un ecosistem palustru și acvatic cu biodiversitate mare. Locul este populat de animale cu habitat specific locurilor umede. Lunca inundabilă abundă în vegetație hidrofită, precum genurile Phragmites și Typha, și higrofită, precum Carex. Vegetația are funcția de filtrare a apei Ciulucului Mare.

## Statut de protecție
Din 1998, conform Legii nr. 1538 privind fondul ariilor naturale protejate de stat, sectorul de luncă are statut de monument al naturii. În anexele legii, se atestă că acesta aparținea Întreprinderii Agricole „Mihailovca”. Între timp, el a trecut la balanța Primăriei comunei Prepelița, din care satul Mihailovca face parte.
Impactul antropic se manifestă prin prelucrarea agricolă a pământului (plantații de porumb și floarea-soarelui) în preajma luncii și pășunatul frecvent al animalelor domestice. La nord-est de sectorul protejat se află o gunoiște neautorizată, iar ceva mai departe în aceeași direcție, la cca 700 m, este amplasată o veche fermă de animale. Ca măsuri de ameliorare a situației ecologice, sunt recomandate lichidarea gunoiștilor și reducerea la minim a suprafețelor agricole, cât și instalarea unui panou informativ.